# Andalamasina Vineta
Andalamasina Vineta è una città e comune del Madagascar situata nel distretto di Sakaraha, regione di Atsimo-Andrefana. 
La popolazione del comune rilevata nel censimento 2001 era pari a 4 462 unità.